# Gaivota-prata

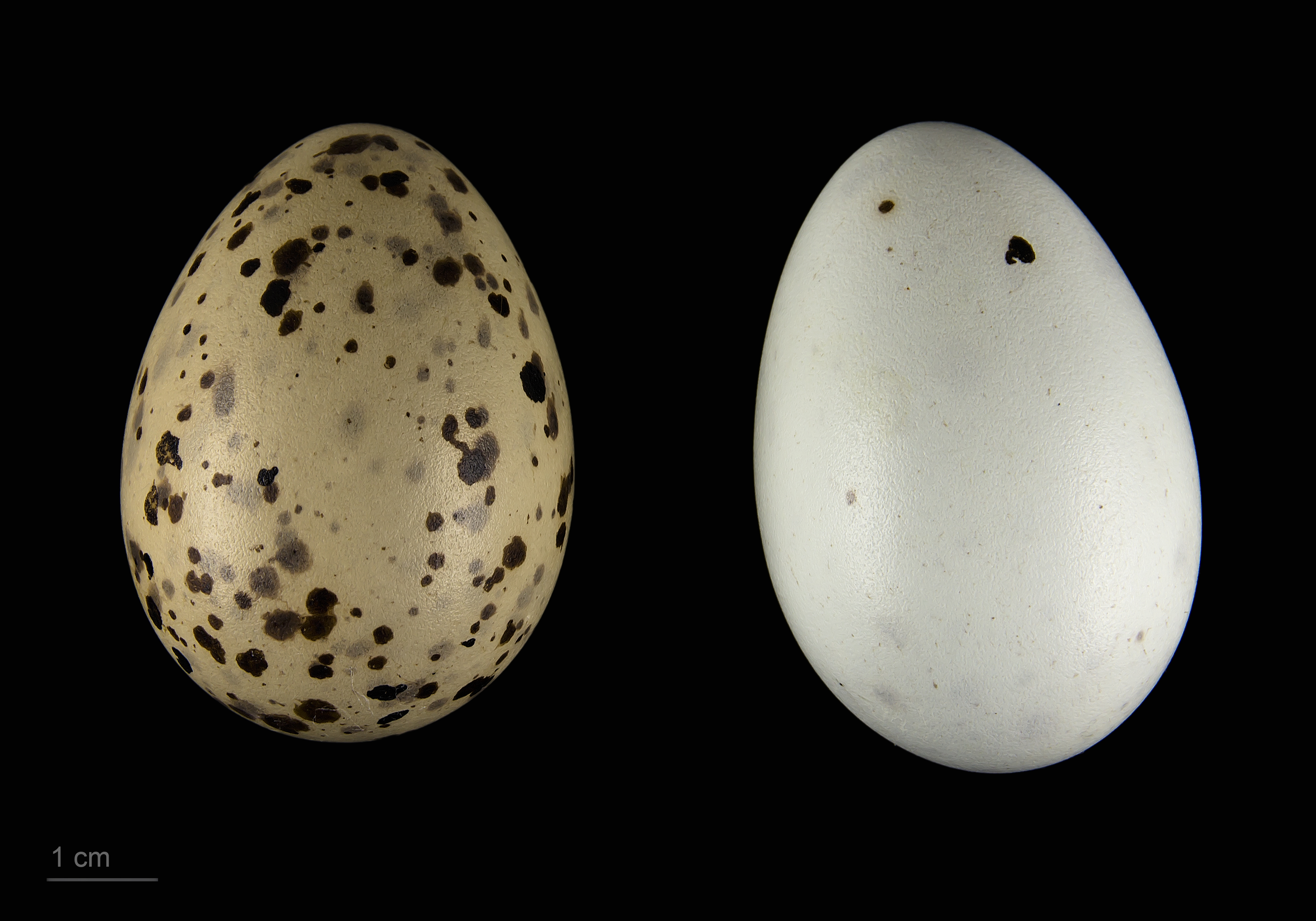
Chroicocephalus novaehollandiae - MHNT

Gaivota-australiana, gaivota-prateada-australiana (Chroicocephalus novaehollandiae) ou gaivota-prata (Chroicocephalus novaehollandiae) é a gaivota mais comum na Austrália. Encontra-se por todo o continente, mas principalmente em áreas litorais. Adaptou-se bem aos ambientes urbanos, prosperando em torno dos centros de shopping e dos depósitos do lixo.
- Commons
- Wikispecies